# استان کرمانشاه
استان کرمانشاه ()، با گستره ۲۴٬۶۴۰ کیلومتر مربع، هفدهمین استان ایران از دید گستردگی به‌شمار می‌رود. استان کرمانشاه که ۱/۵ درصد گستره کشور را دربرمی‌گیرد، از استان‌های غربی به‌شمار می‌آید که با کشور عراق مرز مشترک دارند. این استان از شمال به استان کردستان، از جنوب به استان لرستان و ایلام، از شرق به استان همدان و از غرب به استان‌های دیاله و حلبچه در کشور عراق محدود می‌شود. مرکز استان کرمانشاه، شهر کرمانشاه است. برپایه واپسین تغییرات در سال ۱۳۹۰ استان کرمانشاه از ۱۴ شهرستان، ۳۵ شهر، ۳۱ بخش و ۸۴ دهستان تشکیل شده است.

## نام استان
منطقهٔ کنونی استان کرمانشاه در دوره‌های مختلف تاریخی به‌نام‌های مختلفی خوانده می‌شده است. استان کنونی کرمانشاه یکی از مراکز اصلی مسکونی در دوران مادها بوده است. نام این منطقه که وسعتی بیشتر از حدود کنونی استان داشته است، در زمان هخامنشیان، اشکانیان و ساسانیان نیز همچنان ایالت ماد نام داشته است. در منابع پس از اسلام نیز به‌مدت چند سده از این منطقه با عنوان «ماه» یاد شده که شکل تغییر یافته واژهٔ ماد می‌باشد. از دوران سلجوقیان به کل منطقهٔ غرب ایران ایالت کردستان گفته شد که شهر کرمانشاه نیز یکی از شهرهای آن بود. واژهٔ کرمانشاه تا حوالی زمان به‌قدرت رسیدن صفویان تنها به شهر کرمانشاه اطلاق می‌شد، با این وجود مقارن با حکومت صفویان نام کرمانشاه به کل مناطق همجوار شهر تعمیم داده شده که گاه کرمانشاهان ذکر می‌شده است. در دوران پهلوی اول و در ۱۹ دی ۱۳۱۶ خورشیدی قانون تقسیمات کشوری اصلاح شد و منطقهٔ کرمانشاه شامل شهرستان‌های شاه‌آباد، کرمانشاه، ایلام، سنندج، شهرستان ثلاث (ملایر و نهاوند و تویسرکان) و همدان به‌عنوان یکی از ۱۰ استان کشور ایران، با عنوان «استان پنجم» نامگذاری شد. با جدا شدن استان‌های دیگر شیوهٔ نامگذاری استان‌ها نیز تغییر کرد و نام کرمانشاه به‌طور رسمی بر کل استان گذاشته شد.

## تقسیمات کشوری

### موقعیت
استان کرمانشاه در موقعیت ۳۴ درجه شرقی و ۴۷ درجه شمالی شمالی قرار دارد.

### تقسیمات کشوری

#### تقسیمات کشوری سال ۱۲۹۰

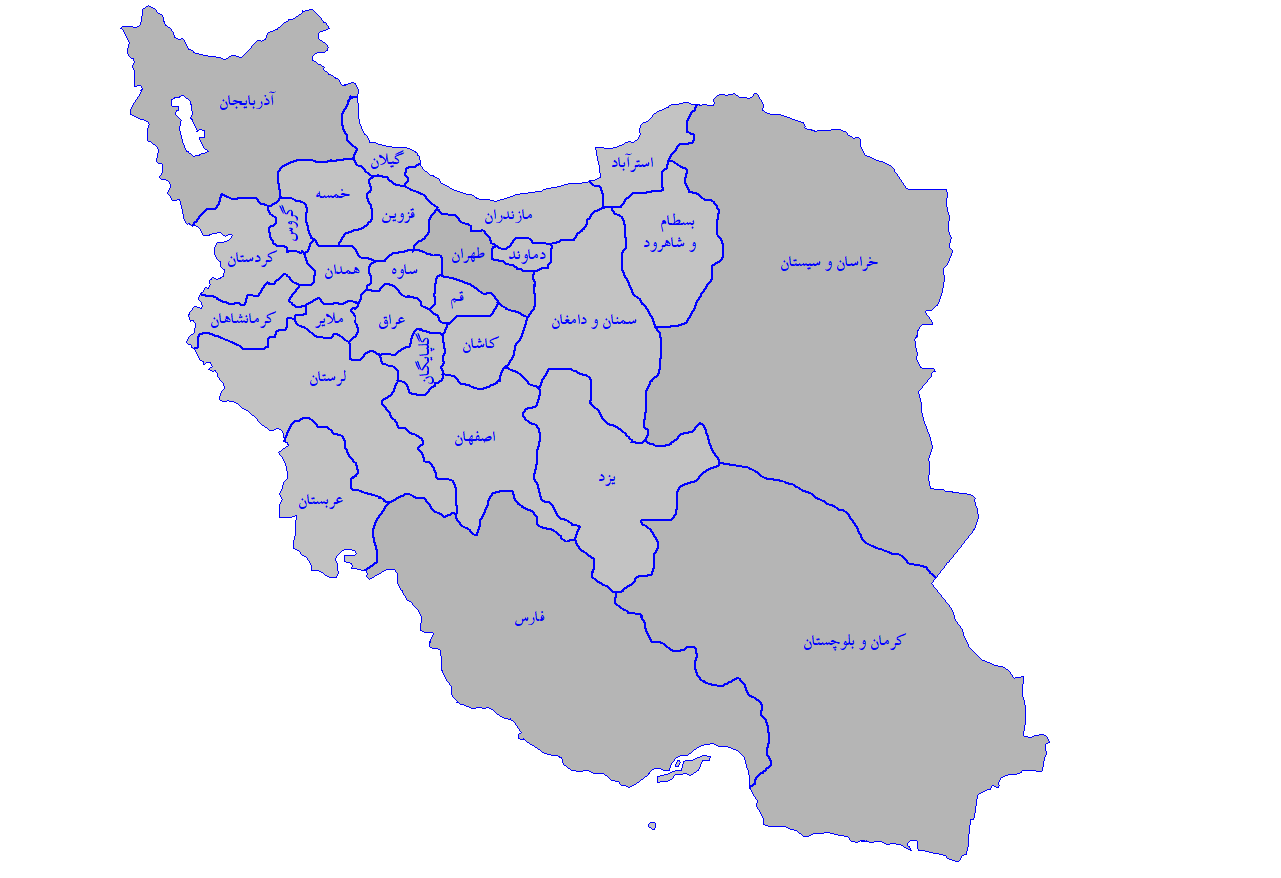
موقعیت ولایت کرمانشاه در نقشه تقسیمات کشوری ایران، بر اساس قانون انتخابات ۱۲۹۰.

اولین قانون تقسیمات کشوری ایران در سال ۱۲۸۶ کشور را به چهار ایالت و ۱۲ ولایت تقسیم کرد که ولایت کرمانشاه نیز به عنوان یکی از ولایت‌ها در نظر گرفته شد که از یک «شهر حاکم‌نشین» و توابع آن تشکیل شده‌بود. چهار سال بعد و در سال ۱۲۹۰ در «قانون انتخابات مجلس شورای ملی» تعداد ولایت‌ها به ۲۲ ولایت افزایش یافت.

#### تقسیمات کشوری آبان ۱۳۱۶
در ۱۶ آبان سال ۱۳۱۶ دومین قانون تقسیمات کشوری با عنوان «قانون تقسیمات کشور و وظایف فرمانداران و بخشداران» به تصویب رسید که طی آن کشور به ۶ «استان» و ۵۰ «شهرستان» تقسیم شد و کرمانشاهان نیز بخشی از استان غرب دسته‌بندی شد که ۱۲ شهرستان کردستان، گروس، کرمانشاهان، باوندپور، پشتکوه، لرستان، بروجرد، همدان، ملایر، خرمشهر و آبادان، خوزستان، کوه‌کیلویه را شامل می‌شد.

#### تقسیمات کشوری دی ۱۳۱۶

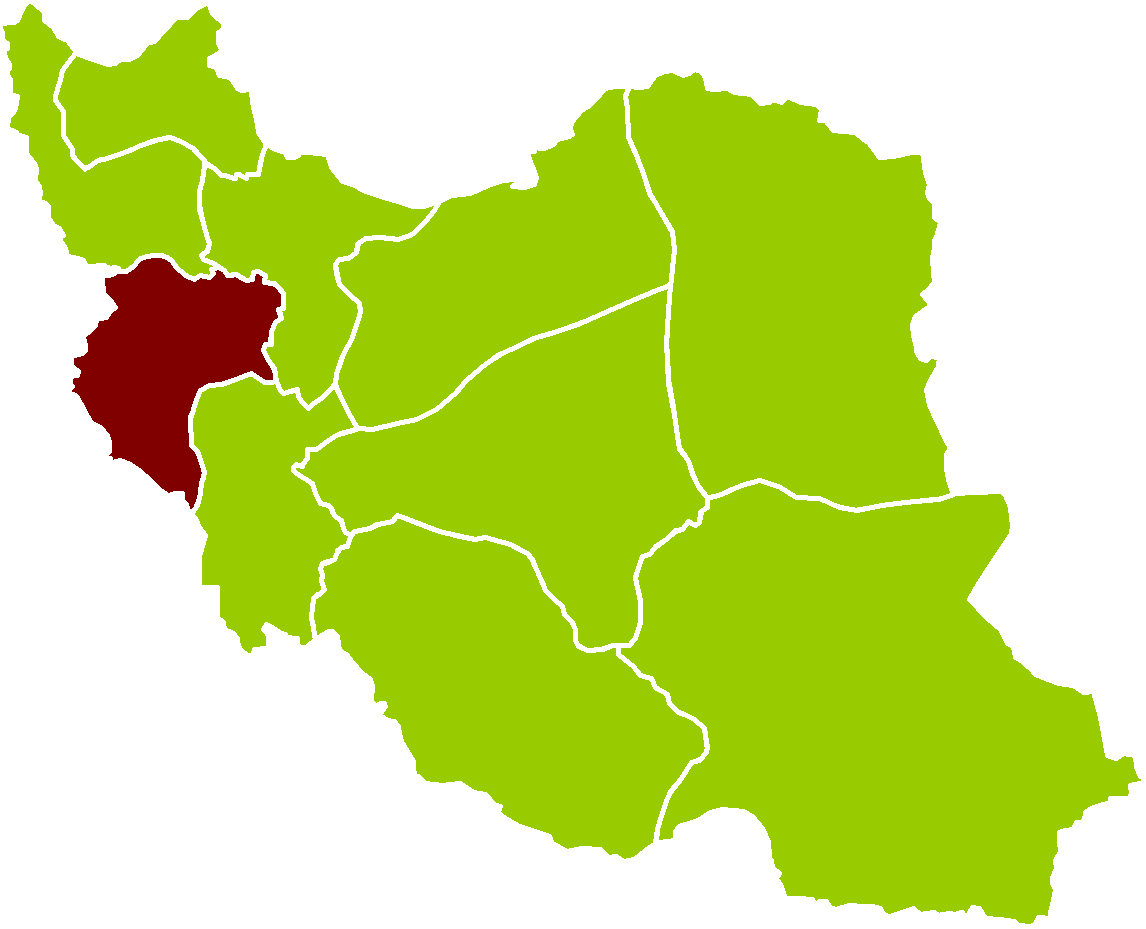
موقعیت استان پنجم در نقشه تقسیمات کشوری ایران، بر اساس قانون تقسیمان کشوری ۱۳۱۶.

در ۱۹ دی ۱۳۱۶، با اصلاح قانون تقسیمات کشوری کشور به ۱۰ استان و ۴۹ شهرستان تقسیم شد و این بار استان پنجم (به مرکزیت کرمانشاه) تشکیل شد که ۶ شهرستان همدان، کرمانشاهان، شاه‌آباد، سنندج، ملایر، ایلام را در بر می‌گرفت. همچنین شهرستان قصر شیرین نیز در سال ۱۳۲۴ به عنوان شهرستان جدیدی در استان پنجم تأسیس شد.

#### تغییرات تدریجی در تقسیمات استان
در سال ۱۳۳۷ با فرمان شورای وزرا، شهرستان سنندج از استان پنجم جدا شد و با الحاق مناطق دیگر استان دوازدهم را تشکیل داد. همچنین در همان سال شهرستان پاوه نیز به عنوان شهرستان جدیدی در استان پنجم تأسیس شد. در سال ۱۳۳۹ استان‌ها به جای عدد با اسامی اصلی و تاریخی‌شان نامیده شدند و استان پنجم نیز کرمانشاهان نامیده شد و یکی از ۱۴ استان ایران بود. شهرستان همدان نیز در سال ۱۳۴۰ به فرمانداری کل تبدیل شد که بعداً و در سال ۱۳۵۲ با الحاق مناطقی از استان‌های دیگر به استان همدان بدل شد. در سال ۱۳۴۱ سنقر به عنوان شهرستان جدیدی ذیل استان کرمانشاهان تأسیس شد. همچنین در سال ۱۳۴۳ فرمانداری کل ایلام و پشتکوه منحل و در سال ۱۳۵۳ استان ایلام تشکیل و این مناطق نیز از استان کرمانشاهان جدا شد.

#### تغییرات تقسیمات کشوری پس از انقلاب
پس از وقوع انقلاب بهمن ۱۳۵۷ تغییری در مرزهای استان کرمانشاه به وجود نیامد، اما در درون استان مناطق کنگاور، سرپل ذهاب و گیلان‌غرب در سال ۱۳۵۹ به شهرستان تبدیل شدند.
همچنین سومین قانون تقسیمات کشوری که در سال ۱۳۶۲ با عنوان «قانون تعاریف و ضوابط تقسیمات کشوری» به تصویب مجلس شورای اسلامی رسید سبب ایجاد تغییراتی در مرزهای استان یا تأسیس شهرستان‌های جدید نشد، اما تغییراتی در دهستان‌ها و بخش‌ها ایجاد کرد. علاوه بر این نام استان و مرکز آن در سال ۱۳۶۲ به باختران تغییر داده شد، هرچند با اعتراضات مردمی در سال ۱۳۷۲ بار دیگر نام کرمانشاه به استان بازگردانده شد. در سال ۱۳۶۸ شهرستان جوانرود و در سال ۱۳۷۰ شهرستان صحنه به عنوان دو شهرستان جدید در «استان باختران» با مصوبهٔ هیئت وزیران تأسیس شدند. پس از آن نیز شهرستان هرسین در سال ۱۳۷۴، شهرستان ثلاث باباجانی در سال ۱۳۸۱، شهرستان روانسر در سال ۱۳۸۳ و شهرستان دالاهو در سال ۱۳۸۴ به عنوان شهرستان‌های جدید «استان کرمانشاه» تشکیل شدند.

#### تقسیمات کشوری کنونی

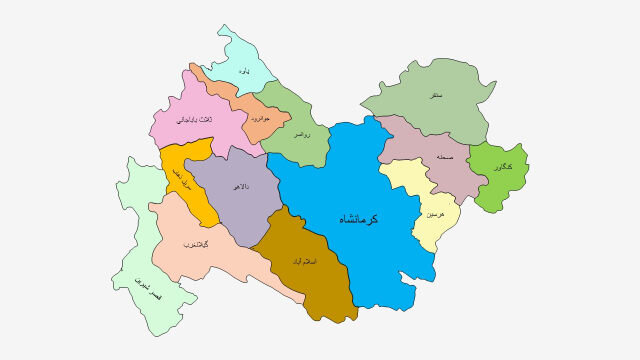
شهرستان‌های استان کرمانشاه

بنابر تقسیمات کشوری کنونی، استان کرمانشاه شامل ۱۴ شهرستان، ۳۱ شهر، ۸۶ دهستان و ۲۷۹۳ آبادی دارای سکنه می‌باشد. این استان از شمال با استان کردستان، از جنوب با استان‌های لرستان و ایلام، از شرق با استان همدان و از غرب با کشور عراق همجوار است و بیش از ۳۳۰ کیلومتر مرز مشترک با کشور عراق دارد.
فهرست شهرستان‌ها
1. اسلام‌آباد غرب
2. پاوه
3. ثلاث باباجانی
4. جوانرود
5. دالاهو
6. روانسر
7. سرپل ذهاب
8. سنقر و کلیایی
9. صحنه
10. قصر شیرین
11. کرمانشاه
12. کنگاور
13. گیلانغرب
14. هرسین

| شهرستان | شهرستان       | شهرستان   | شهرستان       | شهرستان   | شهرستان   | مرکز          | مرکز        | مرکز                     |
| #       | نام           | سال تأسیس | جمعیت         | تعداد بخش | تعداد شهر | مرکز          | جمعیت مرکز  | نسبت به جمعیت کل شهرستان |
| ------- | ------------- | --------- | ------------- | --------- | --------- | ------------- | ----------- | ------------------------ |
| ۱       | اسلام‌آباد غرب | ۱۳۱۶      | ۱۴۰٬۸۷۶ نفر   | ۲ بخش     | ۲ شهر     | اسلام‌آباد غرب | ۹۰٬۵۵۹ نفر  | ۶۴٬۲۸٪                   |
| ۲       | پاوه          | ۱۳۳۷      | ۶۰٬۴۳۱ نفر    | ۳ بخش     | ۵ شهر     | پاوه          | ۲۵٬۷۷۱ نفر  | ۴۲٬۶۵٪                   |
| ۳       | ثلاث باباجانی | ۱۳۸۱      | ۳۵٬۲۱۹ نفر    | ۳ بخش     | ۳ شهر     | تازه‌آباد      | ۱۴٬۷۰۱ نفر  | ۴۱٬۷۴٪                   |
| ۴       | جوانرود       | ۱۳۶۸      | ۷۵٬۱۶۹ نفر    | ۲ بخش     | ۲ شهر     | جوانرود       | ۵۴٬۳۵۴ نفر  | ۷۲٬۳۱٪                   |
| ۵       | دالاهو        | ۱۳۸۴      | ۳۵٬۹۸۷ نفر    | ۲ بخش     | ۳ شهر     | کرند غرب      | ۷٬۷۹۸ نفر   | ۲۱٬۶۷٪                   |
| ۶       | روانسر        | ۱۳۸۳      | ۴۷٬۶۵۷ نفر    | ۲ بخش     | ۲ شهر     | روانسر        | ۲۴٬۵۲۷ نفر  | ۵۱٬۴۷٪                   |
| ۷       | سرپل‌ذهاب      | ۱۳۵۹      | ۸۵٬۳۴۲ نفر    | ۲ بخش     | ۱ شهر     | سرپل‌ذهاب      | ۴۵٬۴۸۱ نفر  | ۵۳٬۲۹٪                   |
| ۸       | سنقر و کلیایی | ۱۳۴۱      | ۸۱٬۶۶۱ نفر    | ۳ بخش     | ۲ شهر     | سنقر          | ۴۴٬۲۵۶ نفر  | ۵۴٬۱۹٪                   |
| ۹       | صحنه          | ۱۳۷۲      | ۷۰٬۷۵۷ نفر    | ۲ بخش     | ۲ شهر     | صحنه          | ۳۵٬۵۰۸ نفر  | ۵۰٬۱۸٪                   |
| ۱۰      | قصر شیرین     | ۱۳۲۴      | ۲۳٬۹۲۹ نفر    | ۲ بخش     | ۲ شهر     | قصر شیرین     | ۱۸٬۴۷۳ نفر  | ۷۷٬۲۰٪                   |
| ۱۱      | کرمانشاه      | ۱۳۱۶      | ۱٬۰۸۳٬۸۳۳ نفر | ۵ بخش     | ۵ شهر     | کرمانشاه      | ۹۴۶٬۶۵۱ نفر | ۸۷٬۳۴٪                   |
| ۱۲      | کنگاور        | ۱۳۵۹      | ۷۶٬۲۱۶ نفر    | ۱ بخش     | ۲ شهر     | کنگاور        | ۵۳٬۴۴۹ نفر  | ۷۰٬۱۳٪                   |
| ۱۳      | گیلانغرب      | ۱۳۵۹      | ۵۷٬۰۰۷ نفر    | ۲ بخش     | ۲ شهر     | گیلانغرب      | ۲۲٬۳۳۱ نفر  | ۳۹٬۱۷٪                   |
| ۱۴      | هرسین         | ۱۳۷۴      | ۷۸٬۳۵۰ نفر    | ۲ بخش     | ۲ شهر     | هرسین         | ۵۱٬۵۶۲ نفر  | ۶۵٬۸۱٪                   |

#### مرکزیت منطقهٔ ۴ وزارت کشور

موقعیت استان کرمانشاه در نقشهٔ مناطق پنج‌گانهٔ وزارت کشور

در سال ۱۳۹۳ وزارت کشور جمهوری اسلامی ایران تقسیم‌بندی جدیدی از استان‌های ایران ارائه داد که در آن کشور برحسب عوامل همجواری، جغرافیایی و ویژگی‌های مشترک به پنج منطقه تقسیم‌بندی شده و هر یک از مناطق پنج‌گانه یک دبیرخانه دایمی و یک دفتر ستاد مرکزی در وزارت کشور دارد که بدون مراجعه به مرکز به مسائل مناطق رسیدگی می‌کند. در این تقسیم‌بندی که جدای از تقسیمات استانی مصوب مجلس شورای اسلامی است و صرفاً به موضوعات داخلی وزارت کشور ارتباط دارد، استان کرمانشاه همراه با استان‌های ایلام، لرستان، همدان، مرکزی و خوزستان ذیل منطقهٔ ۴ دسته‌بندی شده که دبیرخانهٔ دایمی آن در شهر کرمانشاه قرار دارد.

### روستاها
در استان کرمانشاه ۳۱۴۹ روستا در قالب ۸۷ دهستان وجود دارد که ۵۵۴ مورد از آن سکنه خالی شده است. همچنین ۱۶۵۴ روستای استان کرمانشاه دارای دهیاری هستند. تعداد ۱۷۰۹ روستا دارای جمعیت بالای ۲۰ خانوار هستند. در مهر ۱۴۰۳ اعلام شد که ۴۷۸۴۴۴ هزار نفر از جمعیت استان کرمانشاه ساکن روستاها هستند. ۸۳ درصد از روستاهای استان کرمانشاه برابر با ۱۷۷۰ روستا از آب سالم و پایدار برخوردار هستند. همچنین ۸۰ درصد راه روستاهای بالای ۲۰ خانوار استان آسفالت شده است. ۹۵ درصد از روستاهای کرمانشاه برابر با ۲۲۵۴ روستا نیز گازرسانی شده است.
در استان کرمانشاه ۱۴ روستا به‌عنوان «روستای هدف گردشگری» انتخاب شده‌اند. این روستاها عبارتند از: پیران، حریر، کندوله، حجیج، هرسم، شالان، فش، نوژی‌وران، ورمقان، چرمله علیا، خانقاه، گلین، سرخه‌دیزه و شمشیر. ۶۰ اقامتگاه بومگردی در روستاهای استان کرمانشاه فعالیت می‌کند.

## سیاست

### ساختار سیاسی ادارهٔ استان
بالاترین مقام اداری در هر استان، استاندار است که از طرف وزیر کشور تعیین شده و باید از طرف هیئت دولت تأیید شود. درحال حاضر منوچهر حبیبی استاندار کرمانشاه است.
شورای اسلامی استان کرمانشاه بالاترین نهاد تصمیم‌گیری در استان است. این شورا نخستین بار در سال ۱۳۷۲ تشکیل شد. این شورا مطابق با مادهٔ ۱۱ «قانون تشکیلات، وظایف و اختیارات و انتخاب شوراهای اسلامی کشور و انتخاب شهرداران»، از نمایندگان منتخب شوراهای شهرستان‌های تابعه تشکیل می‌شود، که در مرحلهٔ اول با اکثریت مطلق آراء و در صورت عدم کسب اکثریت آراء، در مرحله دوم با اکثریت نسبی از بین اعضای شورای شهرستان انتخاب و معرفی شده‌اند. از شورای اسلامی استان کرمانشاه، ۲ نفر به‌عنوان نمایندهٔ استان برای عضویت در شورای عالی استان‌ها انتخاب می‌شوند. درحال حاضر و از آذر ۱۴۰۱ سید مهدی طالقانی و فرهاد ایصافی رئیس و نائب رئیس شورای اسلامی استان کرمانشاه هستند و سید پیمان موسوی و کیومرث خزلی نیز دو نمایندهٔ استان کرمانشاه در شورای عالی استان‌ها می‌باشند.
استان کرمانشاه همچنین در مجلس شورای اسلامی ۸ نماینده دارد که نمایندگان مردم ۶ حوزهٔ انتخابیه این استان در قوهٔ مقننهٔ جمهوری اسلامی ایران به‌شمار می‌آیند. حوزهٔ انتخابیهٔ کرمانشاه ۳ نماینده و حوزه‌های انتخابیهٔ اسلام‌آباد غرب و دالاهو، پاوه، جوانرود، ثلاث باباجانی و روانسر، سنقر، قصرشیرین، سرپل ذهاب و گیلانغرب و کنگاور، صحنه و هرسین هر کدام ۱ نماینده در مجلس شورای اسلامی دارند که در مجموع ۲/۷۶ درصد از کرسی‌های این مجلس را تشکیل می‌دهند. نمایندگان مجلس در هر دوره «مجمع نمایندگان استان کرمانشاه در مجلس شورای اسلامی» را تشکیل می‌دهند و پس از پایان دورهٔ نمایندگی خود نیز همچنان عضو «مجمع نمایندگان استان کرمانشاه در ادوار مجلس شورای اسلامی» باقی می‌مانند.
علاوه‌براین پست‌های اداری، نمایندهٔ رهبر جمهوری اسلامی ایران در استان کرمانشاه نیز با عنوان «نمایندهٔ ولی فقیه در استان کرمانشاه» در تصمیم‌گیری‌ها نقش دارد. درحال حاضر و از ۲۵ مهر ۱۴۰۲، نمایندگی ولی فقیه در استان کرمانشاه را حبیب‌الله غفوری برعهده دارد که امام جمعه شهر کرمانشاه مرکز استان نیز می‌باشد. انتخاب امامان جماعت مراکز شهرستان‌های تابعه که نمایندهٔ ولی فقیه در آن شهرستان‌ها محسوب می‌شوند، بر عهدهٔ نمایندهٔ ولی فقیه در استان است. استان کرمانشاه در مجلس خبرگان رهبری نیز ۲ نماینده دارد که از میان روحانیون شیعه انتخاب می‌شوند.

## تاریخ

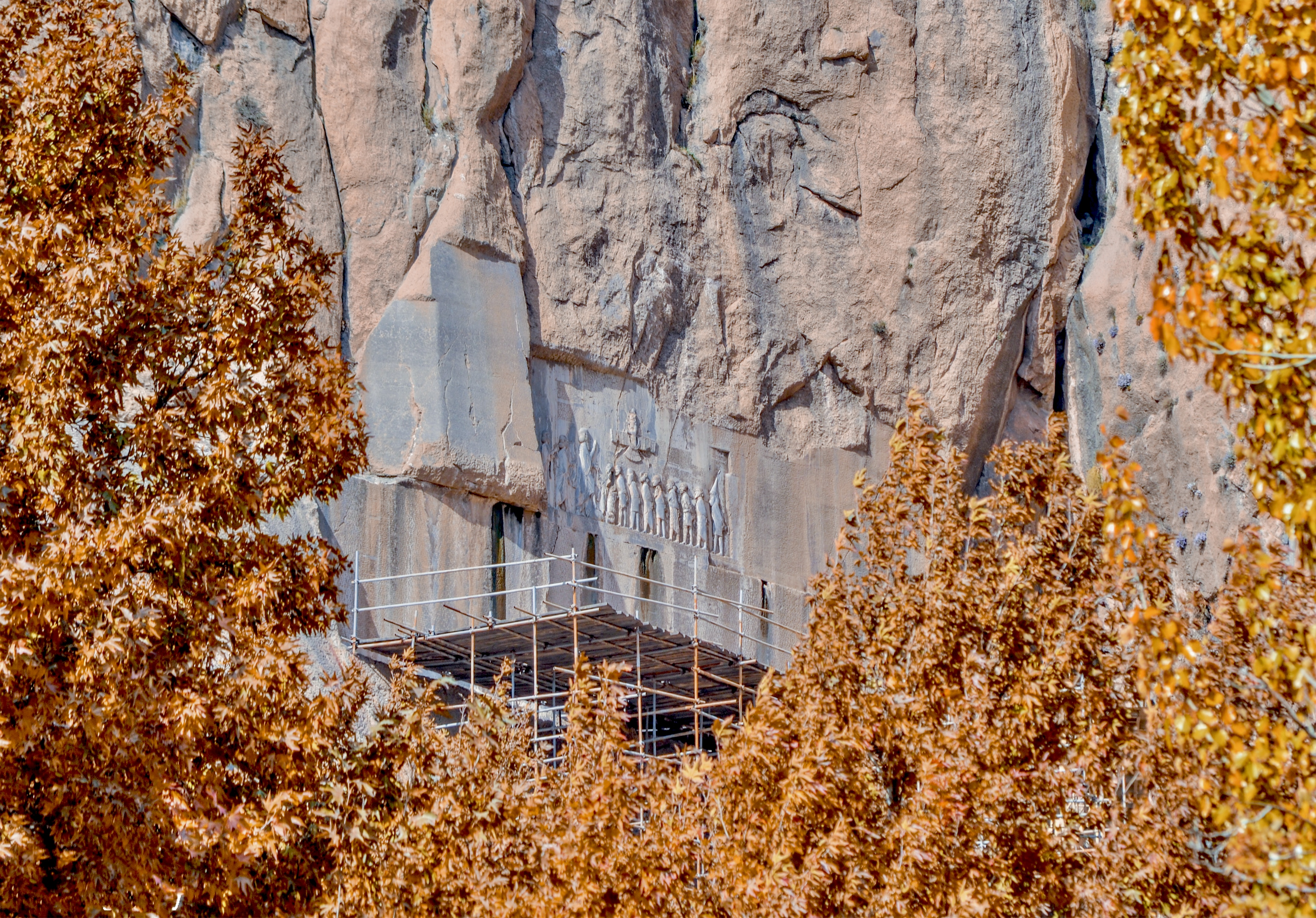
کتیبهٔ بیستون (هرسین)

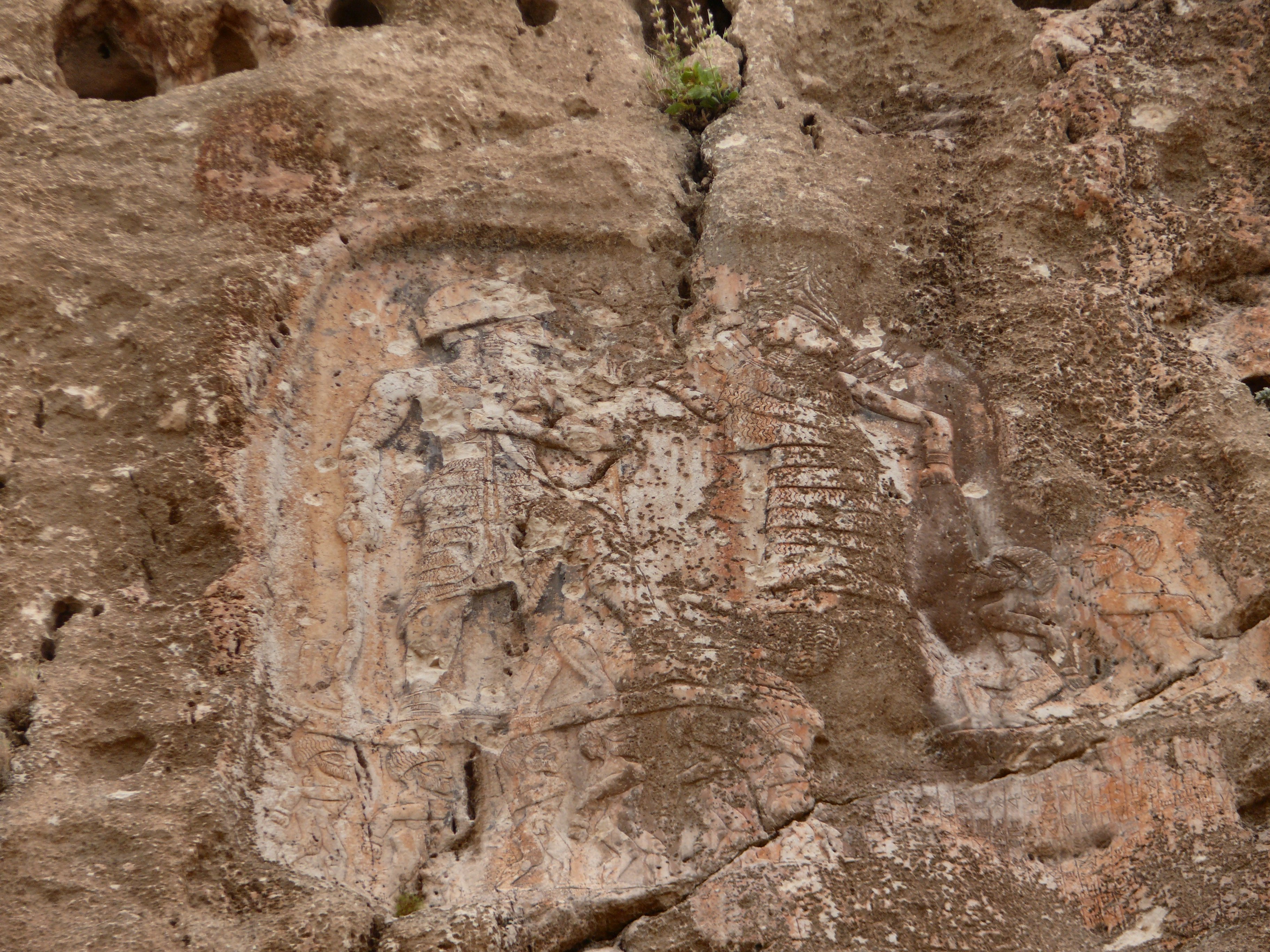
سنگ‌نگاره آنوبانی‌نی نشان‌دهندهٔ تمدن کرمانشاه در حدود ۴۸۰۰ سال پیش است

نوشته‌های تاریخی بیانگر این است که کرمانشاه از نخستین مراکز تمدن بشری بوده است. برخلاف سایر نقاط ایران که به‌صورت مقطعی مورد سکونت قرار گرفته‌اند، این استان بدون وقفه در دوره‌های مختلف تاریخ محل سکونت بشر بوده است. این منطقه در مسیر شاهراه‌های ارتباطی مهمی چون جاده شاهی و راه ابریشم بوده و از مناطق جغرافیایی با اهمیت عصر باستان بوده است.
مرکز یکی از استان‌های امپراتوری آشور در مکان کنونی استان کرمانشاه قرار داشته که بقایایی از آن در قباق‌تپهٔ کوزران به جا مانده است.
پس از شکست امپراتوری آشور توسط مادها نیز کرمانشاه یکی از مراکز اصلی مسکونی بوده و در زمان هخامنشیان و ساسانیان نیز با حفظ نام ماد از مراکز مهم سیاسی محسوب می‌شده است.

این استان یکی از مناطق پراهمیت در دوره ساسانیان بوده است و آثار بسیار زیاد و ارزشمندی از آن دوره در این استان مانند طاق بستان، کتیبه بیستون و معبد آناهیتا باقی مانده است و در طی سده‌های گوناگون نیز به‌دلیل جایگاه ویژه و راهبردی کرمانشاه، این شهرستان دارای اهمیت ویژه‌ای بوده است و امروزه نیز از مهم‌ترین شهرهای غرب ایران به‌شمار می‌رود.
به گفته هرتسفلد، کرمانشاه در سده ۱۹ میلادی به دروازه آسیا شهرت داشته و اکنون نیز بزرگراه کربلا و عتبات عالیات از این منطقه می‌گذرد.
در سده سوم هجری کرمانشاه در حوزه قلمروی صفاریان قرار داشت اما گروهی از کردهای کرمانشاه به نام حسنویه حکومت آل‌حسنویه را تشکیل دادند که حدود نیم سده بر این منطقه حکومت کردند. در جنگ جهانی اول کرمانشاه توسط حکومت عثمانی تصرف شد اما با سقوط بغداد، نیروهای عثمانی این منطقه را تخلیه کردند و کرمانشاه به‌تصرف قوای متفقین درآمد. در جنگ جهانی اول عشایر کرد منطقه با نیروهای عثمانی درگیر شدند.
در جنگ جهانی دوم سپاه منطقه غرب که شامل لشکر ۱۲ کرمانشاه و لشکر ۵ بود تنها نیروی ایرانی بودند که ۴۸ ساعت در برابر قوای انگلیسی مقاومت کردند.
در سال‌های ۱۳۰۰ تا ۱۳۲۰ با روی کار آمدن رضاشاه حکومت مرکزی توانست تا اندازه‌ای نفوذ و قدرت خود را در سراسر ایران تأمین نماید. در این زمان سنندج، ایلام و همدان بخشی از استان پنجم بودند. از سال ۱۳۴۰ به‌بعد استان کرمانشاه به دو استان کردستان (به مرکزیت سنندج) و کرمانشاهان تقسیم شد. در سال ۱۳۴۳ فرمانداری کل ایلام تأسیس و در سال ۱۳۵۳ تحت عنوان استان ایلام از استان کرمانشاه منتزع گردید.
در سال ۱۳۹۶ زلزله‌ای به‌قدرت ۷٫۲ ریشتر به مرکزیت شهر سرپل‌ذهاب، استان کرمانشاه، بخش‌هایی از کشور عراق و استان‌های نزدیک را لرزاند و خسارات بسیاری به‌جای گذاشت.

## آب و هوا
استان کرمانشاه به سبب موقعیت جغرافیایی و قرارگرفتن در میان رشته کوه‌های زاگرس، از آب و هوای متنوعی برخوردار است. از استان کرمانشاه با عنوان استان چهار فصل یاد می‌شود؛ برای نمونه قصر شیرین دارای آب و هوای گرم، سنقر و پاوه دارای آب و هوای سرد و معتدل و کرمانشاه و اسلام‌آباد غرب دارای آب و هوای معتدل و خشک هستند.

### سه ناحیۀ آب و هوایی
- ناحیۀ سردسیر: در مناطق مرتفع استان کرمانشاه آب و هوای سرد مشاهده می‌شود. بخش‌هایی از شهرستان‌های کنگاور، سنقر پاوه، جوانرود و همچنین بخش‌هایی از ثلاث باباجانی از آب و هوای سرد سیری برخودارند. تابستان‌های ملایم تا گرم و زمستان‌های سرد تا خیلی سرد، از مهم‌ترین ویژگی‌های این نوع آب و هوا است. میانگین بارش مناطق سردسیر ۵۳۸ میلی‌متر است که بیشتر آن به صورت برف است.
- ناحیۀ گرمسیر: اراضی پست واقع در غرب استان کرمانشاه، شامل قصر شیرین، سومار، سرپل ذهاب و گیلان غرب از مناطق گرمسیری استان کرمانشاه هستند. ارتفاع کم و استقرار در مجاورت بیابان‌های خشک عراق از عوامل مؤثر در گرم بودن این منطقه است. از ویژگی‌های این آب و هوا، تابستان‌های بسیار گرم و زمستان‌های ملایم است. این منطقه به‌طور میانگین ۳۸۵ میلی‌متر بارش دارد. در ناحیۀ گرمسیر به ندرت برف می‌بارد.
- ناحیۀ معتدل: مناطقی که در حد فاصل دو منطقه گرمسیری غرب و سردسیری شرق و شمال استان کرمانشاه قرار دارند دارای زمستان‌های ملایم تا سرد و تابستان‌های گرم هستند. میانگین بارش در این مناطق ۴۴۱ میلی‌متر است. بخش اعظم شهرستان‌های کرمانشاه، اسلام‌آباد غرب، روانسر، صحنه، هرسین و بخشی از دالاهو در این ناحیۀ آب و هوایی قرار گرفته‌اند.[۳۶][۳۷][۳۸][۳۹]

### بادهای استان کرمانشاه
- باد شمال (شه‌ماڵ): این باد در فصل تابستان از جهت شمال به طرف جنوب استان می‌وزد. این باد معمولاً نقش مهمی در تعدیل گرمای تابستان دارد. این باد در کشاورزی اثرات مثبتی برجای می‌گذارد.
- باد سیاه (سیه‌وا): معمولاً در فصل پاییز می‌وزد و چون باعث سرمای ناگهانی و در نتیجه خسارت کشاورزان می‌شود، آن را باد سیاه می‌نامند.
- باد سام (واێ سام): این باد در فصل تابستان از خرداد تا اواخر شهریور از طرف نواحی گرمسیر و در غرب استان به طرف شرق می‌وزد، باعث بالا رفتن دمای سایر مناطق استان می‌شود.[۴۰]
- باد زلان (واێ زه‌ڵان): باد زلان در فصول زمستان و بهار می‌وزد. این باد، از نوع بادهای خشک است و در نتیجه رطوبت را به‌طور قابل ملاحظه‌ای کاهش می‌دهد. باد زلان اثرات نامطلوبی روی کشاورزی منطقه می‌گذارد و یکی از عوامل محدودکننده و خسارت‌زا در این بخش است.[۴۱]

- کلوا (که‌له‌وا): در روزهای آخر زمستان کُردی تا بعد ار نوروز می‌وزد و هوا را گرم‌تر و معتدل می‌کند.[۴۳]

## محیط زیست و منابع طبیعی
استان کرمانشاه که دارای آب و هوای متنوعی در مناطق مختلف است در حدود ۷۷۰ چشمه و ۷۴ سرآب را در خود جای داده است که آن را بستر مناسبی برای رودخانه‌های فصلی و دائمی تبدیل کرده است.

### کوه‌ها
بیش از نیمی از وسعت استان کرمانشاه را کوه‌های مرتفع پوشانده است. رشته کوه زاگرس، به صورت مجموعه‌ای از رشته‌های موازی، با دشت‌های مرتفع کوهستانی در بین آنها، پوشش گیاهی متنوعی به وجود آورده است.

### غارها
- غار جوجار
- غار قیژه‌لان
- غار پراو
- غار قوری‌قلا
- غار دواشکفت
- غار شکارچیان
- غار وزمه
- مر خرل
- غار ورواسی
- مر تاریک
- مر افتاو
- غار مرل اشکفت۳
- غار کاوات
- غار چناران

### جنگل
در استان کرمانشاه ۵۲۷ هزار و ۴۰۳ هکتار جنگل با تراکم‌های مختلف وجود دارد. حدود ۱۰۷ هزار هکتار از این جنگل‌ها را پوشش متراکم و بقیهٔ آن را عمدتاً پوشش نیمه‌متراکم تشکیل می‌دهد. جنگل‌های با پوشش متراکم استان عمدتاً در منطقهٔ هورامان قرار دارند. جنگل‌های استان کرمانشاه و به‌طور کلی ناحیهٔ رویشی زاگرس همچون دیواره‌ای سبز امنیت زیستی مناطق غربی و مرکزی ایران را تضمین کرده و محدودهٔ زاگرس و ناحیهٔ مرکزی ایران را به منطقه‌ای قابل سکونت تبدیل کرده است. به‌طور کلی پوشش جنگلی استان کرمانشاه را جنگل‌های بلوط و ون تشکیل داده‌اند. نزدیک به ۲۰۰ هزار هکتار از جنگل‌های استان کرمانشاه از درختان ون پوشیده شده است.
در استان کرمانشاه ۱۹ پارک جنگلی به مساحت ۸۹۶ هکتار وجود دارد که در سراسر استان پراکنده هستند. بیشترین مساحت پارک‌های جنگلی استان در محدودهٔ شهرستان کرمانشاه قرار گرفته و پارک جنگلی چشمه‌سفید در این شهرستان با وسعت ۳۰۰ هکتار بیشترین مساحت پارک‌های جنگلی استان را به خود اختصاص داده است. مدیریت و بهره‌برداری از ۱۰ پارک جنگلی استان به شهرداری‌ها، شرکت توسعهٔ گردشگری و یک پارک جنگلی هم به بخش خصوصی محول شده و مدیریت مابقی نیز که در حریم شهرها واقع شده‌اند در اختیار ادارهٔ کل منابع طبیعی و آبخیزداری استان کرمانشاه قرار دارد.

## مردم‌شناسی

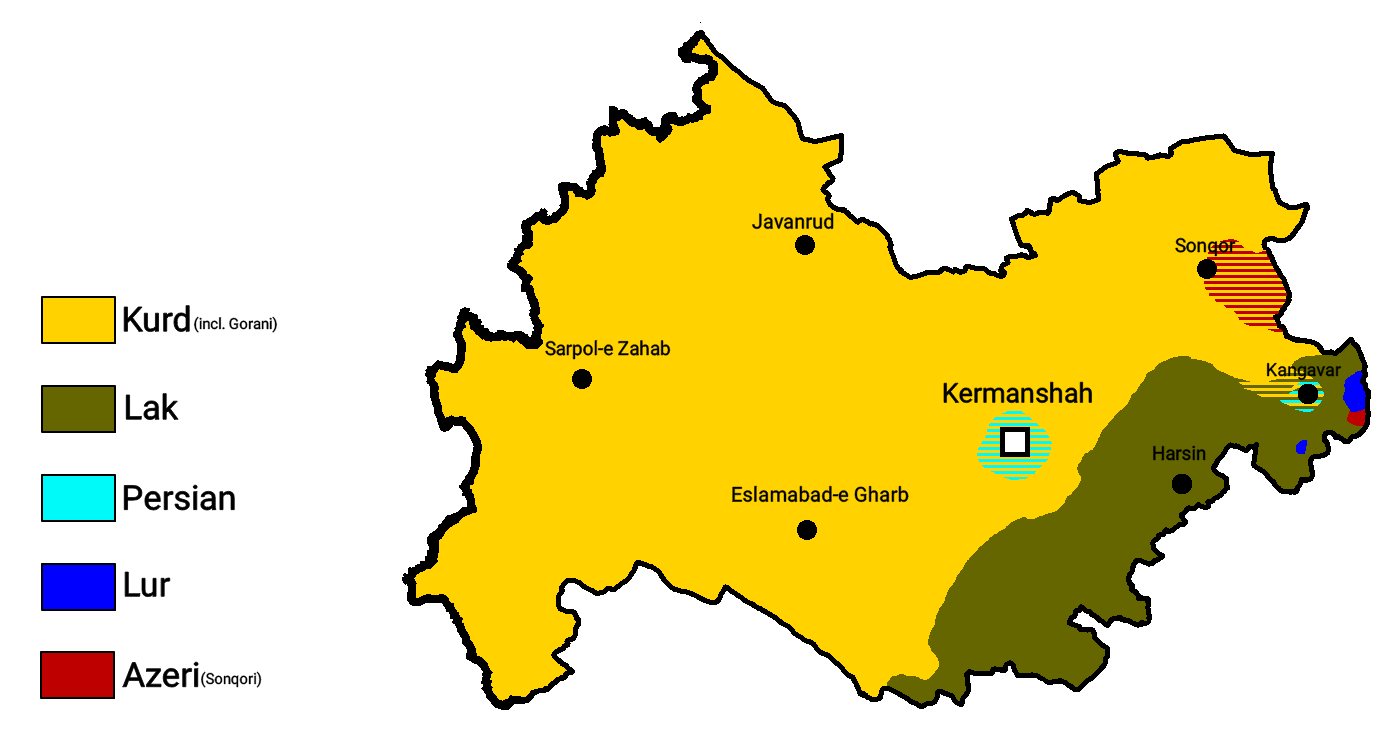
پراکندگی اقوام و زبان‌ها در استان کرمانشاه

### قومیت

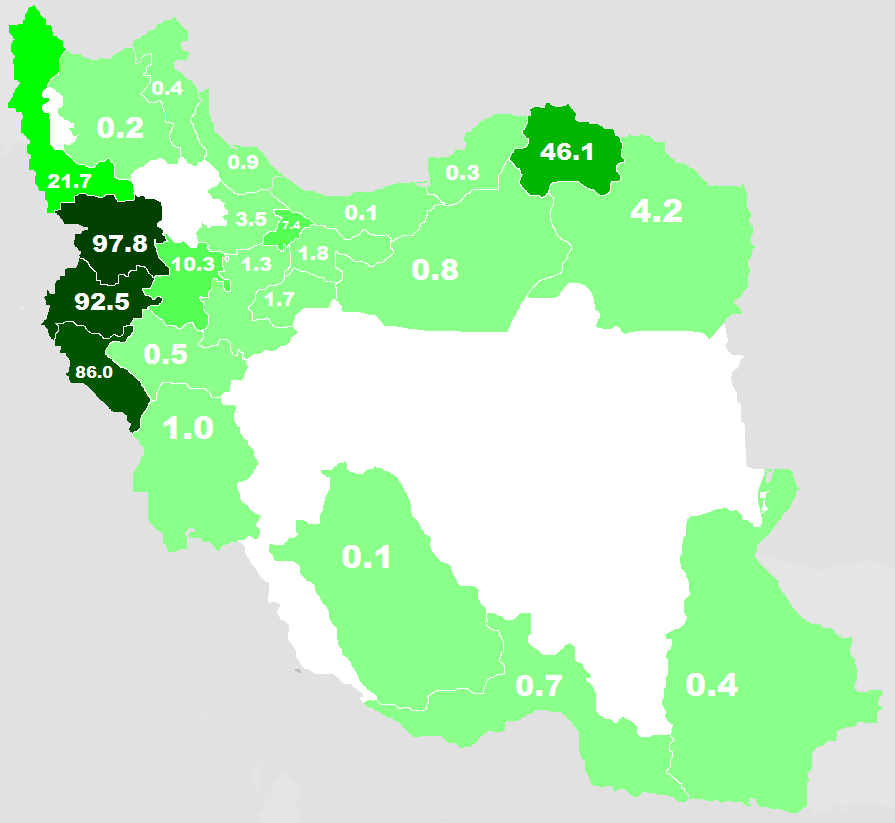
پراکنش مردم کرد در ایران براساس استان‌ها

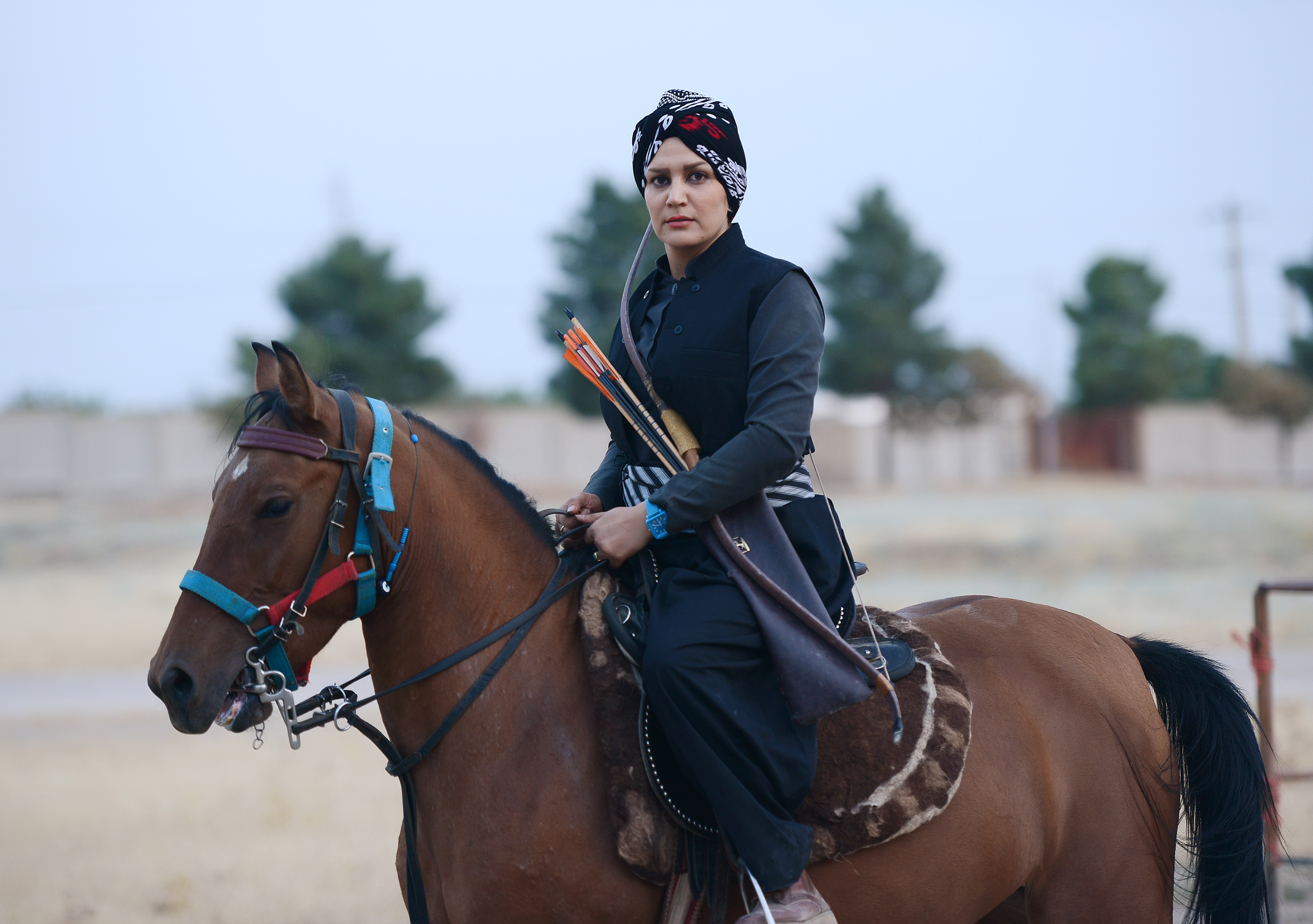
بانوی کمانگیر کرد روی اسب

### زبان

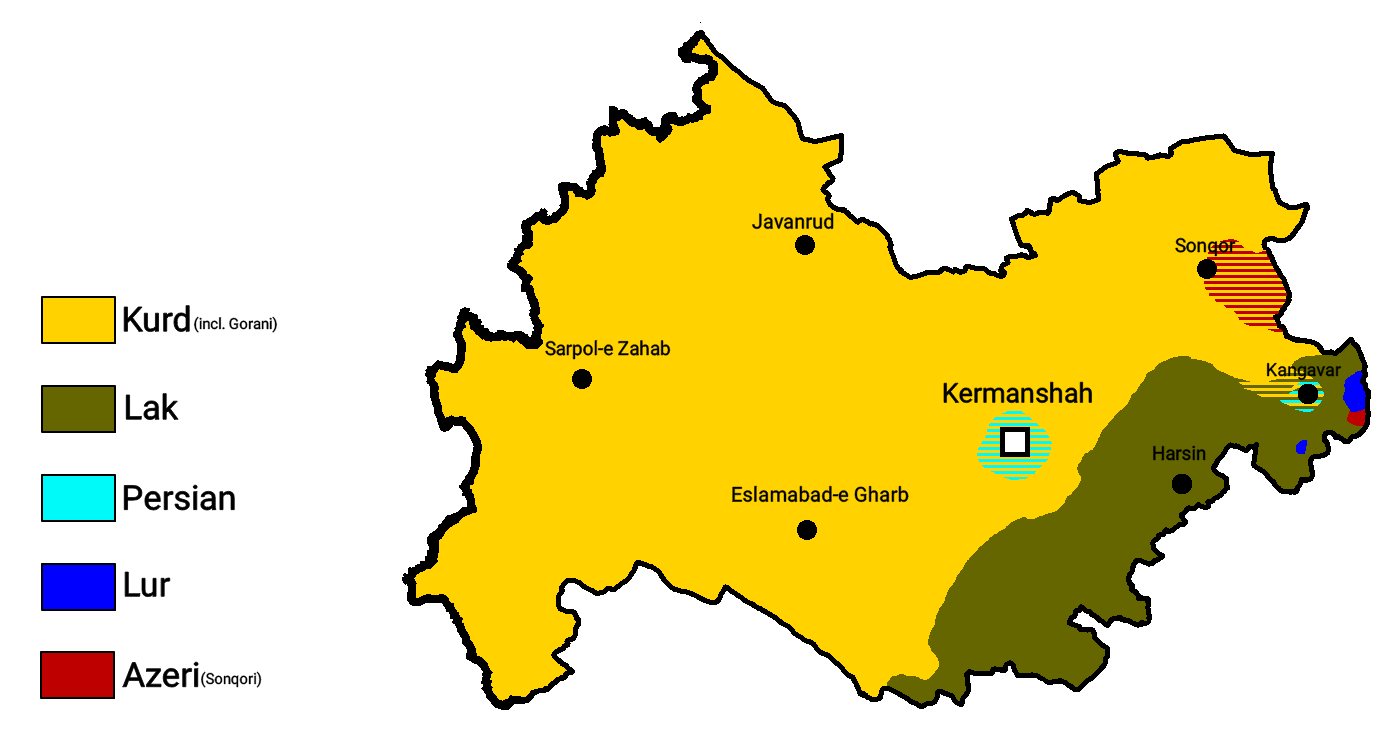
پراکنش اقوام در کرمانشاه

### پوشاک

پوشاک مردم پاوه، جوانرود، روانسر، ثلاث باباجانی
پوشاک مردم سنجابی و گوران
پوشاک مردم گیلان غرب
پوشاک مردم هرسین
پوشاک مردان اسلام‌آباد غرب
پوشاک زنان اسلام‌آباد غرب
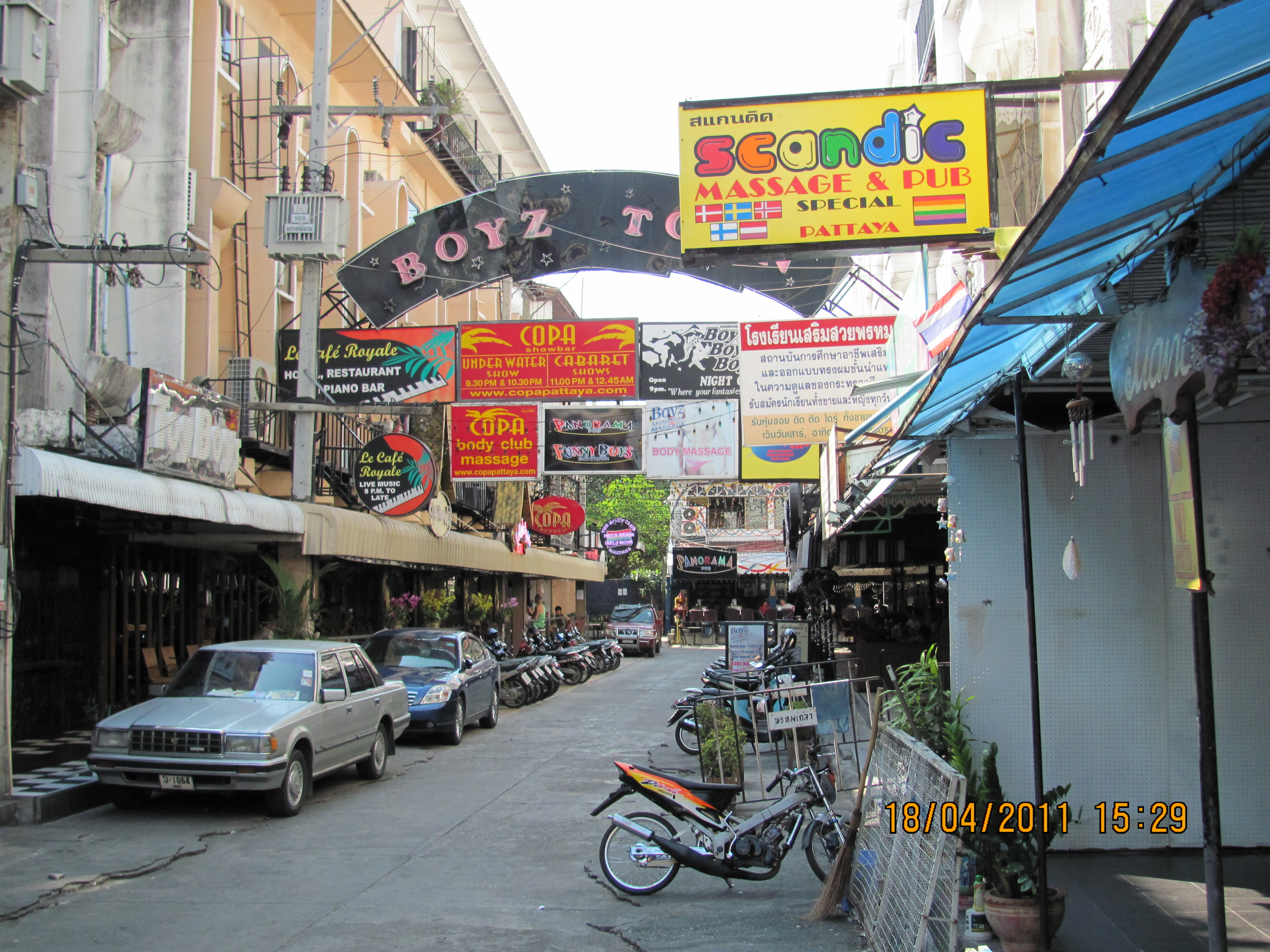
پوشش مرد کُرد گوران اهل روستای زرده، ۱۹۷۵.